# Nicarète de Mégare
Pour les articles homonymes, voir Nicarète.
Nicarète (ou plutôt Nicarété) de Mégare est une philosophe grecque mégarique du IVe siècle av. J.-C.

## Biographie
D'après Athénée, Nicarété est originaire d'une famille noble de Mégare. Elle a reçu une excellente éducation : elle « était fort attirante par sa culture »,.
Elle étudie auprès de Stilpon de Mégare, alors le principal représentant de l'École mégarique. Elle en devient sa maîtresse. Diogène Laërce la qualifie également de courtisane,.
Aucun écrit de Nicarété n'est attesté.

### Sources antiques
1. ↑  Athénée, XII, 596e
2. ↑  Diogène Laërce, II, 114